# 湯木美術館
湯木美術館（ゆきびじゅつかん）は、大阪府大阪市にある大阪府の登録博物館。主に湯木貞一の収集品を収蔵展示、運営は公益財団法人湯木美術館。
日本料理店「吉兆」創業者・湯木貞一（ゆきていいち、1901年（明治34年） - 1997年（平成9年））が収集した茶道具を中心とする美術工芸品（国の重要文化財13件、重要美術品 3件を含む）の収蔵、展示を主たる目的として、1987年（昭和62年）に開館した。
テーマを設けての企画展覧会を年３～４回開催している。

## 主な収蔵品

### 重要文化財
- 絹本著色春日宮曼荼羅図 観舜筆 鎌倉時代
- 紙本著色在原業平像（佐竹本三十六歌仙絵巻断簡）
- 伊勢集断簡（石山切）（表 君かよは、裏 きゝしかことく）
- 寸松庵色紙（よしのかは）
- 継色紙（神かきの）
- 大燈国師墨蹟 与泰綱居士法語
- 古今和歌集巻第九断簡（高野切、巻第九巻頭）
- 熊野懐紙 飛鳥井雅経筆
- 黄瀬戸福字鉢[2][3]
- 織部四方手鉢
- 志野茶碗（広沢）
- 唐物茄子茶入（紹鴎茄子、一名みをつくし）
  - 附：正法寺緞子袋、紹鴎間道袋、黒漆挽家、朱漆四方盆、象牙蓋2枚、小堀遠州書状江月宗玩宛
- 祥瑞蜜柑水指（しょんずい みかんみずさし）[4]

典拠：2000年（平成12年）までの指定物件については、『国宝・重要文化財大全 別巻』（所有者別総合目録・名称総索引・統計資料）（毎日新聞社、2000）による。

### その他
- 住吉蒔絵平棗 山本春正作
- 大井戸茶碗 銘対馬

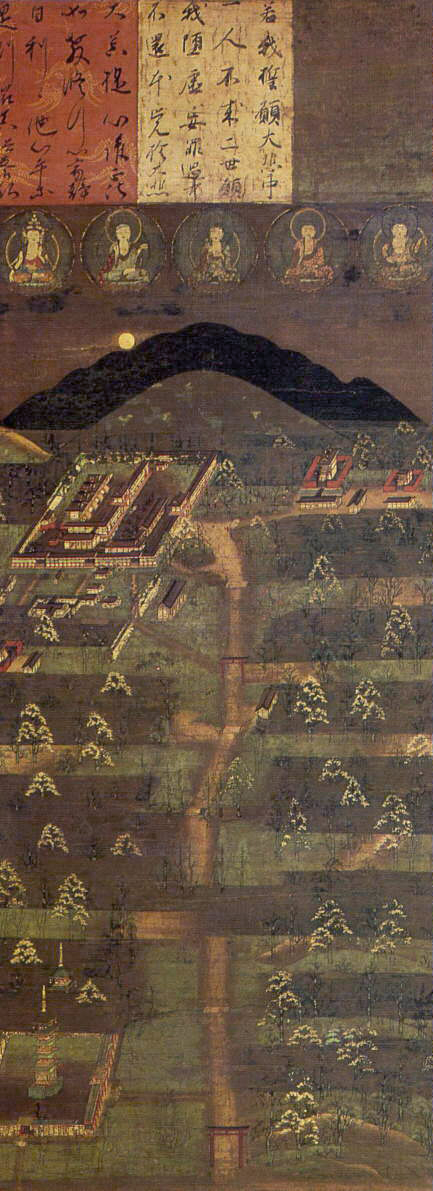
春日宮曼荼羅図
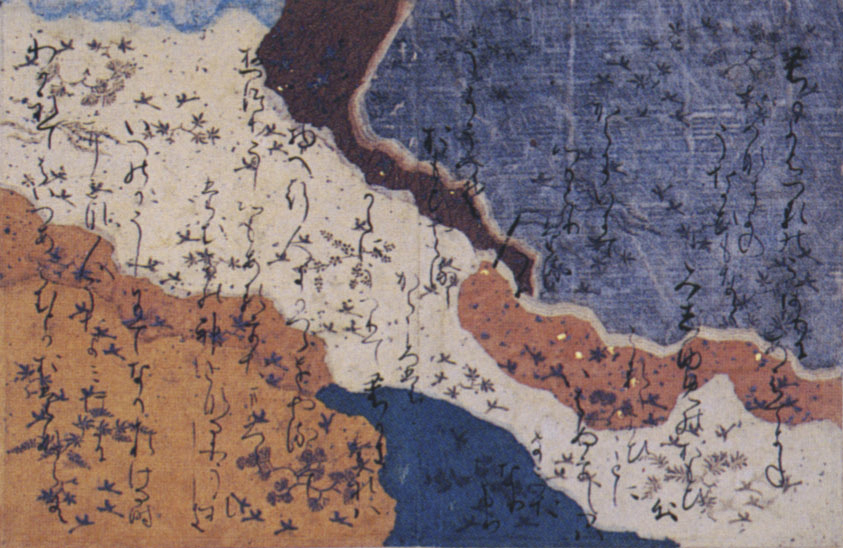
伊勢集断簡（石山切）

## 施設
- 茶室（展示用）
- 休憩スペース

## 所在地
- 〒541-0006
  - 大阪府大阪市中央区平野町3-3-9

## 交通アクセス
- Osaka Metro御堂筋線淀屋橋駅11号出口 徒歩5分、本町駅1号出口 徒歩15分